# Mogonye
Mogonye – wieś w Botswanie w dystrykcie Southern. Według spisu ludności z 2011 roku wieś liczyła 577 mieszkańców.